# Convoglio HX-106
Il Convoglio HX-106 fu un convoglio navale alleato, partito dal porto canadese di Halifax, nella Nuova Scozia, con destinazione Liverpool, avvicinato ma non attaccato nell'Atlantico del nord dai due incrociatori da battaglia tedeschi Scharnhorst e Gneisenau, durante la seconda guerra mondiale; le navi tedesche rinunciarono all'attacco a causa dell'arrivo della corazzata inglese HMS Ramillies che scortava il convoglio.

## La strategia tedesca
La strategia dell'Alto comando navale tedesco nei primi due anni di guerra aveva mantenuto una condotta costante: la dispersione delle forze navali britanniche mediante l'invio di navi di linea, di navi mercantili armate, i cosiddetti Raiders, e naturalmente degli U-Boot.
Nel quadro delle operazioni di ricerca dei convogli, il 24 gennaio 1941 prese il mare dal porto di Kiel una squadra navale, al comando dell'ammiraglio Günther Lütjens, composta dagli incrociatori da battaglia Scharnhorst e Gneisenau; della squadra dovevano fare parte anche la corazzata tascabile Admiral Hipper e l'incrociatore Admiral Scheer, che erano di ritorno dalle rispettive crociere nell'Oceano Indiano e nell'Atlantico centrale dove quest'ultima aveva affondato, nella breve crociera avvenuta dal 2 al 14 febbraio, 7 dei 19 mercantili del convoglio SLS-64 al largo delle isole Azzorre, ma il Großadmiral Erich Raeder intese accelerare le operazioni ed autorizzò la sortita dei due incrociatori da battaglia.

## L'avvistamento inglese ed il cambiamento di rotta
L'Ammiragliato della Home Fleet, comandata dall'ammiraglio Sir John Cronyn Tovey, informato dalla ricognizione aerea della partenza delle due navi tedesche, dette ordine di salpare all'incrociatore HMS Renown, all'incrociatore da battaglia HMS Repulse ed alla corazzata HMS Nelson per intercettarle ma l'ammiraglio Lütjens eluse la squadra inglese percorrendo la rotta che passava a sud dell'Islanda, diversamente da quella "usuale" che passava attraverso lo Stretto di Danimarca; nella zona era stato comunque inviato in ricognizione l'incrociatore leggero HMS Naiad che, il 28 gennaio, avvistò la Scharnhorst e la Gneisenau ma, dopo che Tovey ne venne informato e che fu dato l'ordine alla squadra di convergere verso il punto di avvistamento, il contatto fu perso poiché, avendo Lütjens avvistato a sua volta l'incrociatore inglese, temendo la presenza di ulteriori unità nella zona, aveva invertito la rotta dirigendosi verso nord ed, aggirando l'Islanda, entrò nello Stretto di Danimarca per uscire nell'Atlantico il 4 febbraio senza essere scoperto.

## Il convoglio HX-106

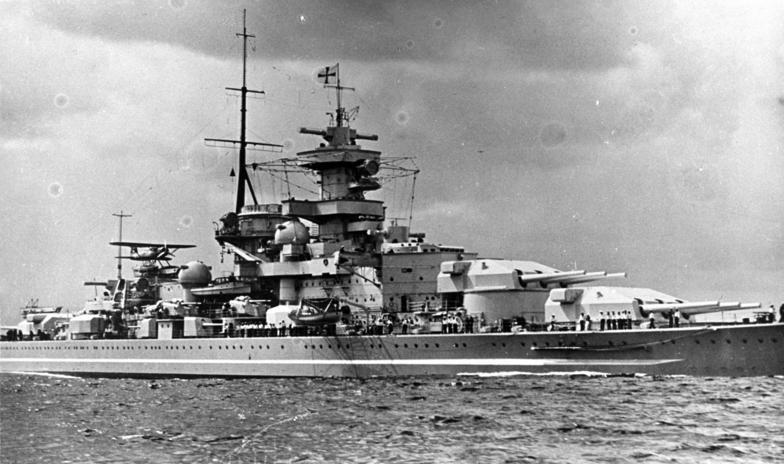
L'incrociatore da battaglia tedesco Gneisenau

I due incrociatori da battaglia, dopo essersi riforniti da una nave appoggio in un punto a sud della Groenlandia, si posizionarono sulla rotta dei convogli provenienti da Halifax e l'8 febbraio fu avvistato il convoglio HX-106; Lütjens dispose le sue due unità in modo da attaccarlo, prendendolo in mezzo da nord e da sud, ma, poco prima che fosse dato l'ordine d'attacco fu avvistata la corazzata inglese HMS Ramillies che scortava il convoglio. L'ammiraglio, in ossequio alle disposizioni di Hitler che vietavano espressamente l'attacco da parte delle navi di superficie, nel caso in cui non vi fosse l'assoluta certezza della mancanza di portaerei alleate nella zona di operazioni, si allontanò dal convoglio e Tovey, avendo avvistato solo una delle due navi tedesche, dette ordine di pattugliare lo Stretto di Danimarca nella speranza di intercettarla, ritenendo erroneamente che si trattasse della Admiral Scheer sulla rotta di rientro, ed invece, dopo che le navi si furono nuovamente rifornite, fecero rotta verso Terranova alla ricerca di altri convogli.

## Il bottino della missione
Gli ordini del Führer impedirono ai due incrociatori da battaglia l'attacco al convoglio HX-106 e di conseguenza l'ingaggio con la corazzata inglese ma alcuni giorni dopo, il 22 febbraio, incrociarono alcuni mercantili senza scorta che navigavano in direzione dei porti americani e ne affondarono 5, per un tonnellaggio complessivo di 25 784 tonnellate e, dopo che fu lanciato il segnale di aiuto, fecero rotta verso sud, incrociando, il 7 marzo, un altro convoglio, l'SL-67, ma ancora una volta la presenza di una corazzata, la HMS Malaya, fu sufficiente per fare invertire la rotta a Lütjens, che, continuando ad incrociare nelle acque dell'Atlantico occidentale, incrociò, dopo avere affondato un mercantile che navigava solitario, altri due convogli che furono attaccati con l'affondamento di 16 mercantili, e, dopo l'approssimarsi della corazzata inglese HMS Rodney, egli considerò conclusa la sua missione e si diresse verso il porto di Brest dove giunse il 21 marzo.